# Vaqif Hüseynov
Vaqif Əliövsət oğlu Hüseynov (ur. 27 listopada 1942 w Qubie, zm. 3 czerwca 2024) – szef KGB Azerbejdżańskiej SRR (1989-1991).

## Życiorys
W latach 1961–1964 odbywał służbę wojskową w Lenkoranie, 1964-1969 studiował na Wydziale Dziennikarstwa Azerbejdżańskiego Uniwersytetu Państwowego im. Kirowa, po czym pracował w gazecie "Mołodioż Azierbajdżana", od 1970 członek Związku Dziennikarzy ZSRR. Od 1971 aktywista Komsomołu, od 1973 sekretarz ds. propagandy i agitacji, od 1974 I sekretarz KC Komsomołu Azerbejdżańskiej SRR, od 1978 sekretarz KC Komsomołu ZSRR, od 22 grudnia 1980 do 11 października 1983 I sekretarz Komitetu Miejskiego Komunistycznej Partii Azerbejdżanu w Baku, później przewodniczący Państwowego Komitetu Azerbejdżańskiej SRR ds. Kultury Fizycznej i Sportu. Od 1986 zastępca szefa Zarządu ds. Obsługi Korpusu Dyplomatycznego Ministerstwa Spraw Zagranicznych ZSRR, od 1988 kierownik Wydziału Pracy Organizacyjno-Partyjnej KC KPA, od sierpnia 1989 do 13 września 1991 przewodniczący KGB Azerbejdżańskiej SRR, generał major.
30 października 1992 aresztowany, 18 lipca 1993 zwolniony, w styczniu 1994 wyjechał do Rosji. Odznaczony Orderem Czerwonego Sztandaru Pracy, Orderem Przyjaźni Narodów i medalami.